# Rau (eiland)
Rau is een eiland in de Molukken (Indonesië) ten westen van Morotai. Het enige zoogdier dat er voorkomt is de vleermuis Dobsonia crenulata.